# Jan Lukeš (Kritiker)

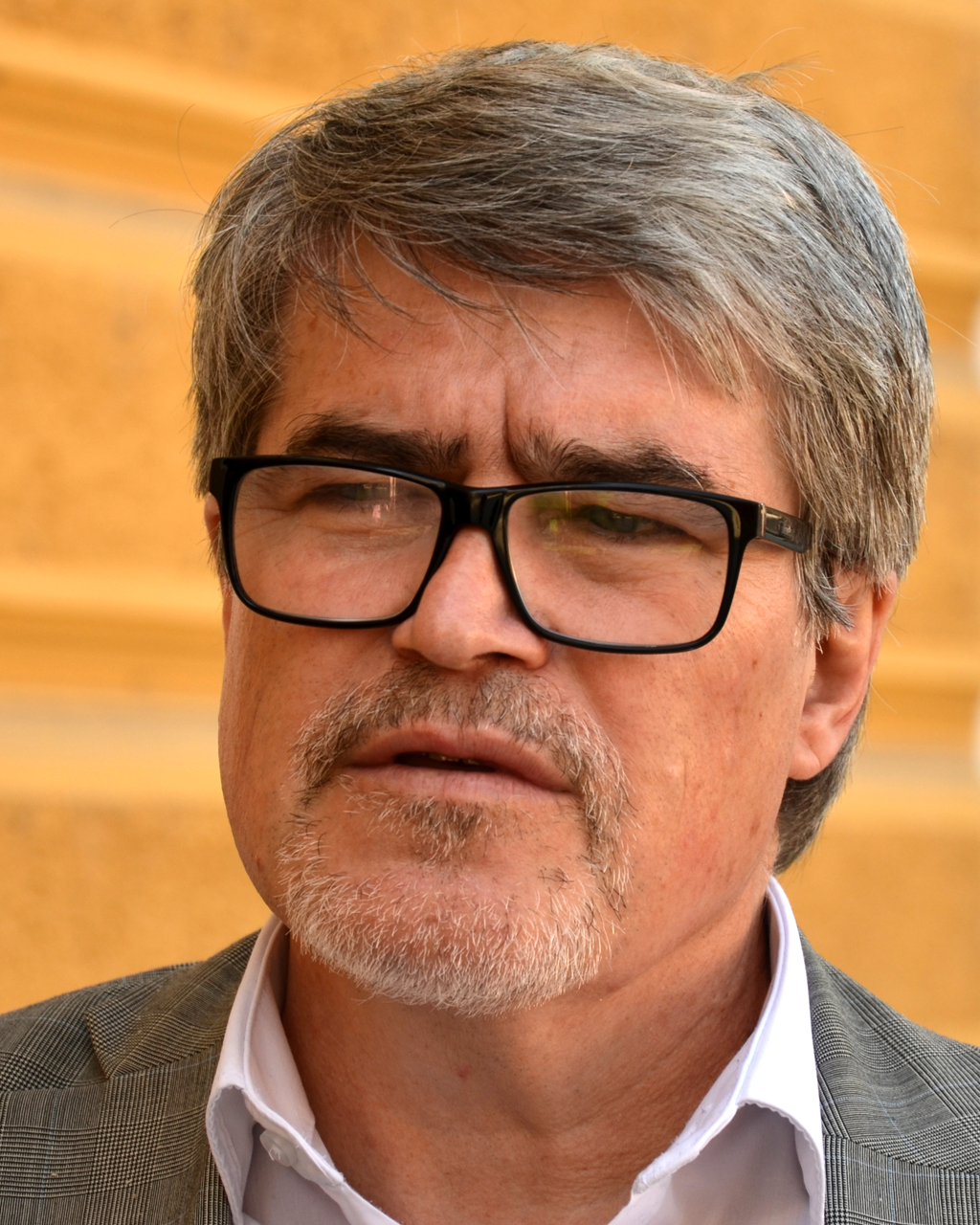
Jan Lukeš (2015)

Jan Lukeš (* 12. September 1950 in Prag) ist ein tschechischer Publizist, Fernsehmoderator, Literatur- und Filmkritiker.

## Leben
Jan Lukeš absolvierte 1976 ein Studium an der Philosophischen Fakultät der Karls-Universität in Prag. Zeitweise fand er keine feste Anstellung und arbeitete als Tellerwäscher. Erst ab 1987 arbeitete er für das Filminstitut Československého filmového ústavu. Ab 1990 schrieb er für die Tageszeitung Lidové noviny. Von 1991 bis 1994 war er dort der Leiter des Kulturressorts. Ab 1999 moderierte er gemeinsam mit Jan Schmid das Literaturmagazin Třistatřicettři für die Fernsehanstalt Česká televize.
Gemeinsam mit Pavel Štingl schrieb er das Drehbuch zu der Fernsehproduktion Zaniklý svět Karla Pecky, einer Filmbiografie über den tschechischen Schriftsteller Karel Pecka. Auch wirkte er für Martin Šulíks Klíč k určování trpaslíků, einem Dokumentarfilm über den Regisseur Pavel Juráček, am Drehbuch mit. Er brachte die Tagebücher als Buch heraus und wurde dafür 2003 mit dem Magnesia Litera ausgezeichnet.

## Werke (Auswahl)
- Prozaická skutečnost (1982)
- Orgie střídmosti (1993)
- Hry doopravdy - rozhovor se spisovatelem Karlem Peckou (1998)
- Srdcerváč – rozhovor se spisovatelem a scenáristou Jiřím Stránským (2005)
- Černobílý snář Elmara Klose (2011)
- Diagnózy času, Český a slovenský poválečný film (2013)
- Právě proto, že jsem: rozhovor s Ivanem M. Havlem (2017)
- Miloš Forman v kostce (2019)